# 2018年山口県知事選挙
2018年山口県知事選挙は、2018年（平成30年）2月4日に投開票が行われた山口県知事を選出するための選挙。

## 概要
2014年に当選した元総務官僚の村岡知事の任期満了に伴い実施された。2期目を目指す村岡のほか、無所属の新人で元県教職員組合委員長の熊野譲が立候補した。

### 主な争点
- 現職の実績評価[1][2][3]
- 中国電力による上関原子力発電所建設問題[2]
- アメリカ軍岩国基地問題[2]

このほか、2012年から首相を務める安倍晋三の選挙区が山口県であることもあり、安倍政権の信任投票としての側面もあった。

## 基礎データ

### 告示日
- 2018年（平成30年）1月18日[5]

### 執行日
- 2018年（平成30年）2月4日[5]
  - 当日の投票時間帯:7:00〜20:00
  - 期日前投票：2018年（平成26年）1月19日〜2月3日、県内約190か所に投票所を設置[6]。

### 同日選挙
- 山口県議会議員補欠選挙（1月26日 告示）[5]
  - 下松市選挙区
  - 岩国市・和木町選挙区

## 立候補者
2人、届け出順。
| 立候補者                       | 年齢 | 党派   | 新旧 | 肩書き               |
| ------------------------------ | ---- | ------ | ---- | -------------------- |
| 熊野譲 （くまの ゆずる）       | 64   | 無所属 | 新   | 元県教職員組合委員長 |
| 村岡嗣政 （むらおか つぐまさ） | 45   | 無所属 | 現   | 元総務省財政企画官   |

### 選挙のタイムライン
2017年
- 9月25日 - 現職の村岡が県議会代表質問で再選出馬を表明[9]。
- 12月6日 - 熊野が立候補を表明[10]。

2018年
- 1月14日 - 告示直前の日曜日。村岡・熊野両氏とも支持者会合に参加[11]。
- 1月18日 - 告示。
- 2月4日 - 投開票。

## 選挙結果
投票率は36.49%（前回比 -2.33ポイント）、当日の有権者数は116万9266人であった。
投票総数は426,671（持ち帰りが1）で、有効投票数は422,969であった。
| 有効投票数 | 無効投票数 | 持ち帰り・その他 | 投票者数合計 |
| ---------- | ---------- | ---------------- | ------------ |
| 422,969    | 3,702      | 1                | 426,672      |

※当日有権者数：1,169,266人 最終投票率：36.49%（前回比：-2.33pts）
| 候補者名 | 年齢 | 所属党派 | 新旧別 | 得票数    | 得票率 | 推薦・支持                 |
| -------- | ---- | -------- | ------ | --------- | ------ | -------------------------- |
| 村岡嗣政 | 45   | 無所属   | 現     | 347,762票 | 82.22% | 自由民主党・公明党推薦     |
| 熊野譲   | 64   | 無所属   | 新     | 75,207票  | 17.78% | 日本共産党・社会民主党推薦 |

現職の村岡がすべての市と町で熊野を上回る得票を得て2回目の当選を果たした。村岡は任期中に多くの企業を県内に誘致した実績を踏まえ、今後も人口減少対策などに取り組むと訴えて、自民党などの支持層に加え、無党派層からも支持を集めた。一方で、自民党山口県連の友田有幹事長（山口県議会議員）は、投票日前に村岡の得票の目標について「40万票」と述べていたが、届かなかった。
熊野は上関原発の建設中止・米空母艦載機部隊の岩国基地移転に反対し、村岡を批判したが、広がりに欠けた。
| 市町         | 村岡嗣政 | 村岡嗣政 | 熊野譲 | 熊野譲 |
| 市町         | 得票     | %        | 得票   | %      |
| ------------ | -------- | -------- | ------ | ------ |
| 合計         | 347,762  | 82.22%   | 75,207 | 17.78% |
| 下関市       | 55,459   | 77.87%   | 15,763 | 22.13% |
| 宇部市       | 38,224   | 83.18%   | 7,730  | 16.82% |
| 山口市       | 50,324   | 84.80%   | 9,019  | 15.20% |
| 萩市         | 17,022   | 88.96%   | 2,112  | 11.04% |
| 防府市       | 28,187   | 84.79%   | 5,055  | 15.21% |
| 下松市       | 12,931   | 82.79%   | 2,688  | 17.21% |
| 岩国市       | 31,321   | 77.98%   | 8,847  | 22.02% |
| 光市         | 13,643   | 78.77%   | 3,678  | 21.23% |
| 長門市       | 13,353   | 90.95%   | 1,328  | 9.05%  |
| 柳井市       | 9,121    | 77.53%   | 2,643  | 22.47% |
| 美祢市       | 9,915    | 87.43%   | 1,425  | 12.57% |
| 周南市       | 34,148   | 82.43%   | 7,277  | 17.57% |
| 山陽小野田市 | 15,460   | 82.99%   | 3,168  | 17.01% |
| 周防大島町   | 6,424    | 81.69%   | 1,440  | 18.31% |
| 和木町       | 1,380    | 81.32%   | 317    | 18.68% |
| 上関町       | 1,193    | 75.27%   | 392    | 24.73% |
| 田布施町     | 4,546    | 80.25%   | 1,119  | 19.75% |
| 平生町       | 3,547    | 77.61%   | 1,023  | 22.39% |
| 阿武町       | 1,564    | 89.52%   | 183    | 10.48% |

## その他
萩市の離島・見島（当日有権者数757人）では、2月3日に繰り上げ投票を行い4日の定期フェリーで投票箱を輸送する予定であったが、悪天候のため輸送できず、現地で開票した。